# Devon Bibbens
Devon Bibbens (New Hope, ...) è un giocatore di football americano statunitense che gioca come wide receiver per i Saarland Hurricanes.